# 14103 Manzoni
14103 Manzoni eller 1997 TC är en asteroid i huvudbältet som upptäcktes den 20 oktober 1997 av de båda italienska astronomerna Piero Sicoli och Augusto Testa vid Sormano-observatoriet. Den är uppkallad efter den italienska författaren Alessandro Manzoni.
Asteroiden har en diameter på ungefär 5 kilometer och den tillhör asteroidgruppen Koronis.